# 4794 Bogard
4794 Bogard је астероид главног астероидног појаса са средњом удаљеношћу од Сунца која износи 2,271 астрономских јединица (АЈ).
Апсолутна магнитуда астероида је 14,0.